# Effacer: Hangman from the 25th Century
Effacer: Hangman from the 25th Century is een videospel voor het platform Philips CD-i. Het spel werd uitgebracht in 1994. Het perspectief van het spel wordt getoond in de derde persoon.